# Trichotanypus simplex
Trichotanypus simplex är en tvåvingeart som först beskrevs av Jean-Jacques Kieffer 1924.  Trichotanypus simplex ingår i släktet Trichotanypus och familjen fjädermyggor.
Artens utbredningsområde är Norge. Inga underarter finns listade i Catalogue of Life.